# Sacciolepis
Sacciolepis is een geslacht uit de grassenfamilie (Poaceae). De soorten van dit geslacht komen voor in Afrika, gematigd Azië, tropisch Azië, Australazië, Oceanië, Noord-Amerika en Zuid-Amerika.

## Soorten
Van het geslacht zijn de volgende soorten bekend: 
- Sacciolepis africana
- Sacciolepis albida
- Sacciolepis angusta
- Sacciolepis angustissima
- Sacciolepis antsirabensis
- Sacciolepis arenaria
- Sacciolepis auriculata
- Sacciolepis aurita
- Sacciolepis barbiglandularis
- Sacciolepis birmahica
- Sacciolepis brachiata
- Sacciolepis brevifolia
- Sacciolepis campestris
- Sacciolepis catumbensis
- Sacciolepis chevalieri
- Sacciolepis ciliocincta
- Sacciolepis cinereo-vestita
- Sacciolepis cingularis
- Sacciolepis circumciliata
- Sacciolepis clatrata
- Sacciolepis claviformis
- Sacciolepis contracta
- Sacciolepis curvata
- Sacciolepis cymbiandra
- Sacciolepis delicatula
- Sacciolepis donacifolia
- Sacciolepis fenestrata
- Sacciolepis geniculata
- Sacciolepis gibba
- Sacciolepis glabra
- Sacciolepis glaucescens
- Sacciolepis gracilis
- Sacciolepis huillensls
- Sacciolepis incana
- Sacciolepis incurva
- Sacciolepis indica
- Sacciolepis insulicola
- Sacciolepis interrupta
- Sacciolepis johnstonii
- Sacciolepis karsteniana
- Sacciolepis kimayalaensis
- Sacciolepis kimpasaensis
- Sacciolepis lebrunii
- Sacciolepis leptorrhachis
- Sacciolepis longissima
- Sacciolepis luciae
- Sacciolepis micrococcus
- Sacciolepis mukuku
- Sacciolepis myosuroides
- Sacciolepis myuros
- Sacciolepis nana
- Sacciolepis oryzetorum
- Sacciolepis otachyrioides
- Sacciolepis palustris
- Sacciolepis pergracilis
- Sacciolepis polymorpha
- Sacciolepis polystachis
- Sacciolepis polystachys
- Sacciolepis pungens
- Sacciolepis rigens
- Sacciolepis scirpoidea
- Sacciolepis semienensis
- Sacciolepis seslerloides
- Sacciolepis simaoensis
- Sacciolepis spicata
- Sacciolepis spiciformis
- Sacciolepis squamigera
- Sacciolepis striata
- Sacciolepis strictula
- Sacciolepis strumosa
- Sacciolepis tenuissima
- Sacciolepis transbarbuta
- Sacciolepis trollii
- Sacciolepis turgida
- Sacciolepis typhura
- Sacciolepis velutina
- Sacciolepis viguieri
- Sacciolepis vilfoides
- Sacciolepis vilvoides
- Sacciolepis wittei
- Sacciolepis wombaliensi